# La Rue et la mosquée El Ghouri au Caire
La Rue et la mosquée El Ghouri au Caire est une œuvre du peintre anglais orientaliste John Frederick Lewis, réalisée vers 1876, en dépôt au Musée du Louvre depuis 2011.

## Histoire
L'œuvre a été réalisée vers 1876, peu avant la mort de Lewis, à une époque où il avait quitté Le Caire depuis environ 25 ans, après y avoir vécu une dizaine d'années. Il est vraisemblable qu'il s'est aidé d'un dessin réalisé sur place, aujourd'hui à l' Institut Courtauld, (Courtauld Gallery), à Londres. L'œuvre a appartenu à Christopher Forbes, dont la famille a fait une donation en 2011 aux American friends of Louvre, donation qui comprenait ce tableau. Depuis, ce tableau est en dépôt au Musée du Louvre.

## Description

### Les bâtiments
La scène se trouve de part et d'autre de la rue Al-Muizz li-Dîn Allah, à l'intersection de la rue el Azhar.
Sur la droite, on aperçoit l'escalier et le porche d'entrée de la madrasa d'el Ghouri, qui comprend une mosquée. À gauche, le bâtiment comprend le mausolée et un sabil-kuttab. Ces constructions ont été réalisées sur commande du sultan mamelouk el Ghouri en 1504-1505 et sont connues sous le nom de Wékalet Al-Ghouri.
Les façades des deux bâtiments sont scandées de bandes de pierre rouges et blanches. Les deux parties du complexe ne sont pas parallèles à l'alignement de la rue, ce qui définit une cour au contour inhabituel entre les deux bâtiments. En s'éloignant du tout premier plan, on trouve le bazar des textiles, composé de petites échoppes flanquées sur les parois des bâtiments. Pour chacune des échoppes, l'ouverture horizontale des deux volets, à un mètre du sol, permet pour l'un de servir d'auvent et pour l'autre de présentoir. Les étoffes des échoppes renvoient une diversité de couleurs.

### Les personnages

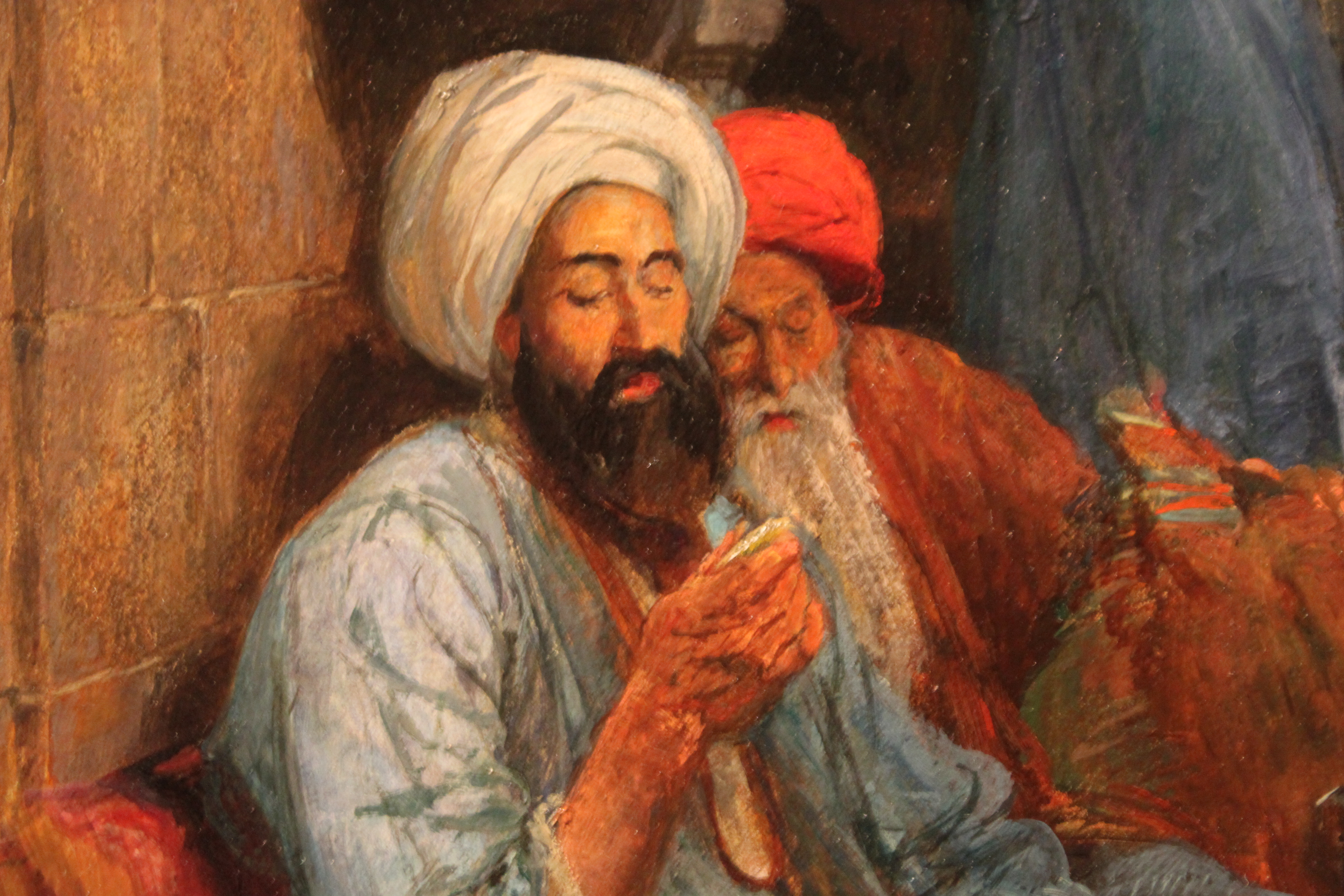
Détail du tableau (le serraf).

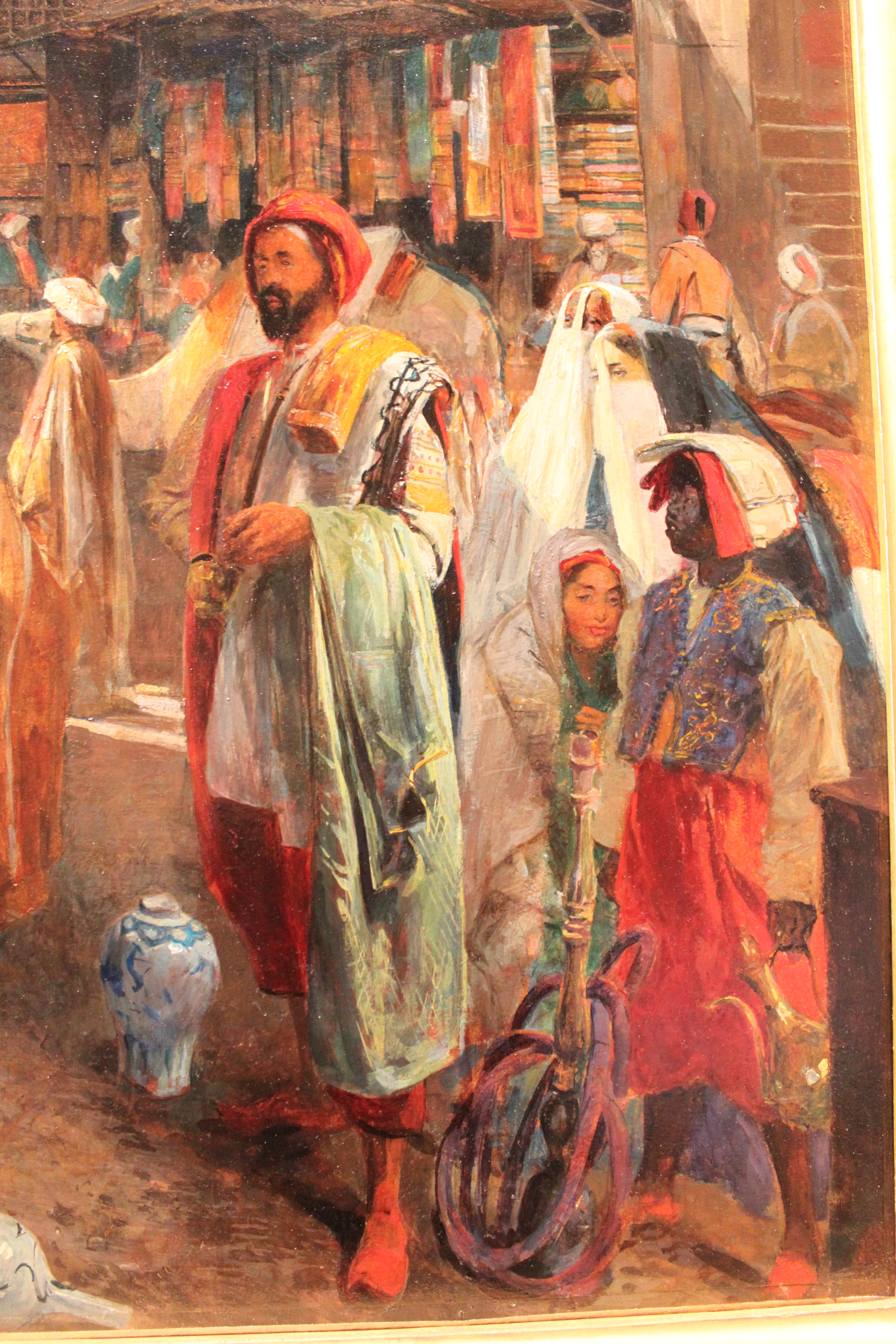
Détail du tableau (le groupe à droite).

La scène sur la partie gauche de la composition est proche de la peinture de Lewis appelée en Français la Pièce douteuse aujourd'hui au Birmingham Museum and Art Gallery). Elle met en scène deux femmes et un sarraf (changeur de monnaie). 

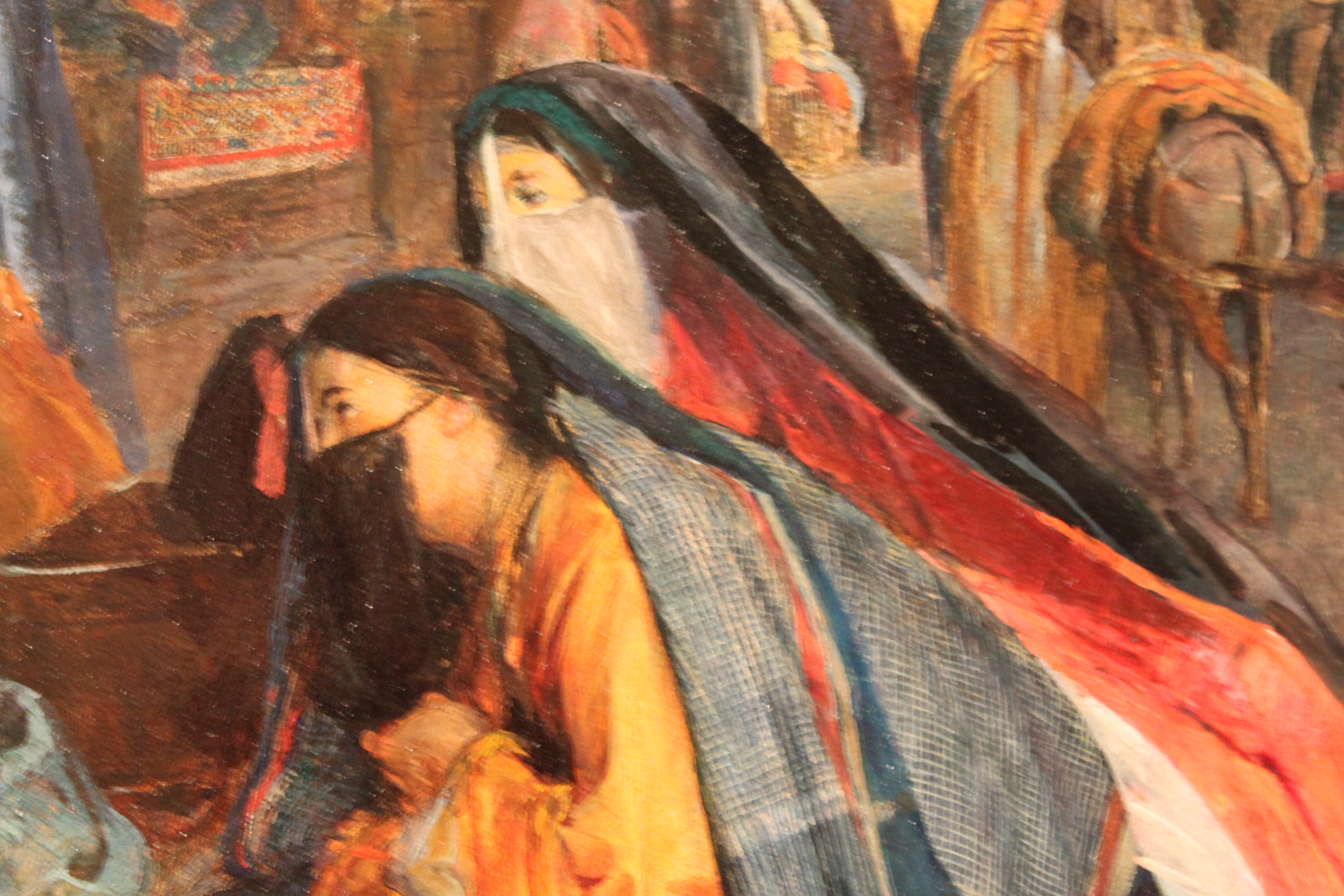
Détail du tableau (Les deux femmes).

Le sarraf est assis sur un mastaba (banquette) recouvert d'un tapis à franges. Il est vêtu d'un caftan bleu à manches mi-longues qui laissent dépasser les manches en mousseline de sa djubba (robe flottante à larges manches) dont on peut également apercevoir le bas. Il est coiffé d'un turban blanc et porte une barbe noire. Il est chaussé de babouches en maroquin rouge. Il examine attentivement l'argent que lui ont remis les deux femmes. À côté de lui est assis un vieil homme coiffé d'un turban rouge et portant une longue barbe blanche ; il pourrait s'agir d'un témoin de l'intégrité de la transaction.
Les deux femmes sont quant à elles vêtues d'une melaya (cape formée de 2 bandes de tissus cousues entre elles, qui part du sommet de la tête, entourant les épaules et descendant jusqu'aux chevilles), d'une abaya (qui prend ici la forme d'une longue robe ample aux manches larges) et d'un borqo (voile qui cache le visage, sauf les yeux, et qui descend presque jusqu'aux pieds).
Au centre de la composition, un âne blanc, est gardé par un jeune serviteur, coiffé d'un turban rose. Il est possible qu'il attende les deux femmes en conversation avec le serraf.
Deux groupes sont visibles dans la partie droite du tableau : le premier est constitué de deux femmes qui se tiennent debout derrière une fillette voilée gardant le visage découvert. Le second groupe comprend deux personnages : un dellal (vendeur à la criée) propose à la vente des étoffes et des marchandises disposées à même le sol (un narguilé, deux vases décorés de dragons), et son jeune serviteur qui porte des pièces d 'étoffe sur la tête et une aiguière à la main. Le serviteur porte une sédria brodée (gilet sans manche), une chemise blanche et un sarouel rouge. La scène du dellal a été peinte dans un tableau de Lewis un an auparavant.

## La primauté aux personnages

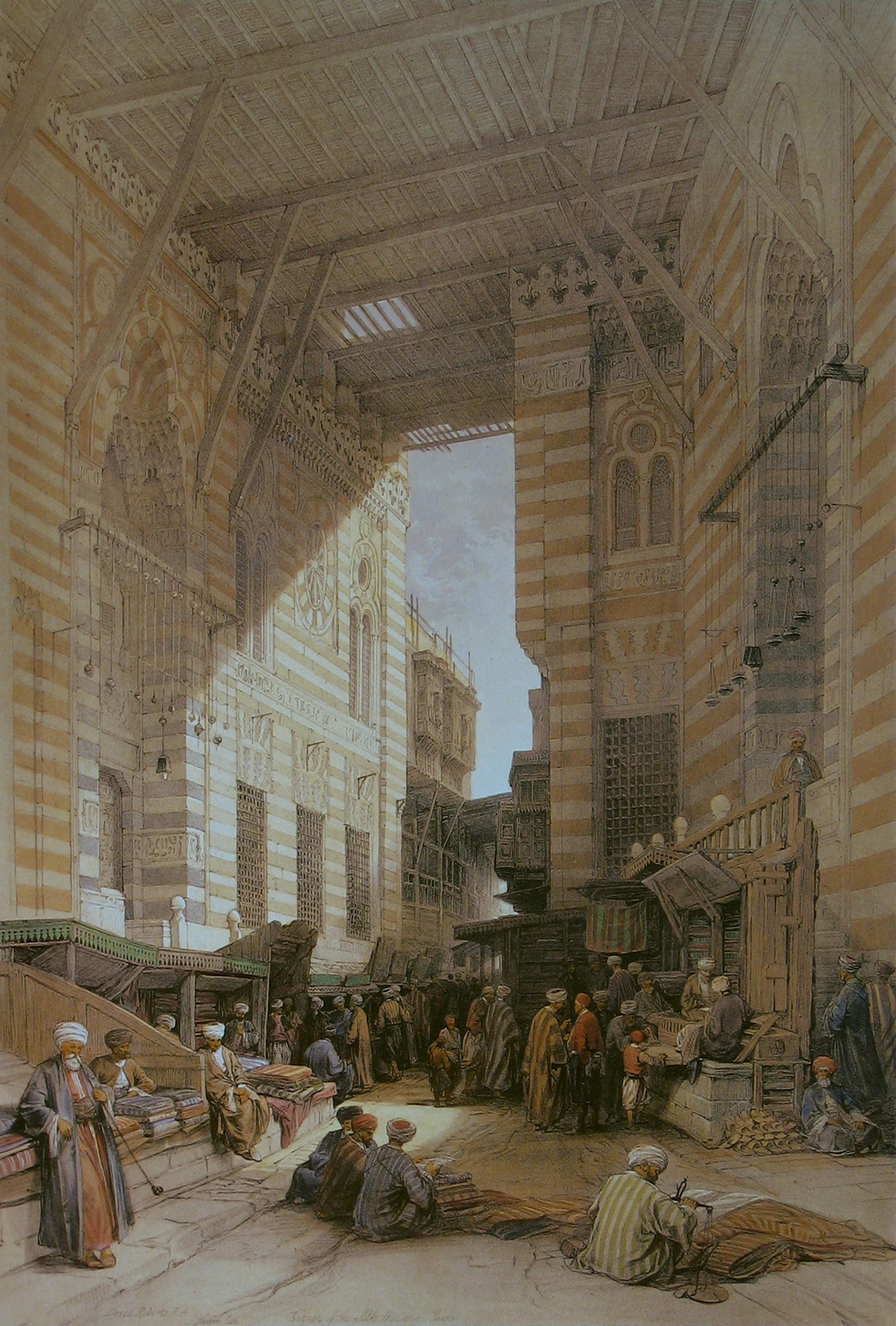
Le Bazar des marchands de soie tableau de David Roberts

Il s'agit d'abord, pour Lewis, d'illustrer des scènes de la rue cairote. La comparaison avec le tableau Le bazar des marchands de soie,1838, de David Roberts, qui représente le même endroit, laisse apparaître la nette importance donnée aux personnages et à la couleur dans le tableau dont cet article est l'objet. Alors que, chez Roberts, deux tiers du tableau sont consacrés aux bâtiments, le contexte architectural sert uniquement de cadre à Lewis pour décrire les évènements, et mettre en valeur les personnages et les couleurs de la vie cairote : à l'inverse de Roberts, ce sont presque les deux tiers du tableau qui sont consacrés aux personnages. Une des raisons de cette différence de traitement est parfois donnée dans l'avènement de la photographie entre 1838 (date de l'œuvre de Roberts) et 1876, date de la réalisation du tableau de Lewis. Lewis aurait ainsi pu bénéficier de plusieurs photographies représentant des scènes différentes.

## Œuvres connexes

### De John Frederick Lewis
- La Rue et la mosquée El Ghouri au Caire, vers 1841-1851, aquarelle, gouache et graphite, 37 × 54 cm, Courtauld Gallery, Londres.
- La Rue et la mosquée El Ghouri au Caire, vers 1876, pierre noire, graphite et rehauts de gouache, 29 × 40 cm, Museums and Art Gallery, Birmingham.
- Vue de la rue et de la mosquée d'El Ghouri, Le Caire, 1876, crayon, aquarelle et couleur de fond, 58,4 × 44,2 cm[7],[8].
- Le Bazar d'El Ghouri, vers 1841-1845, crayon, aquarelle et gouache, 54 × 37 cm, Tate Britain, Londres.
- La Pièce douteuse, 1869, huile sur panneau, 75 × 87 cm, Museums and Art Gallery, Birmingham[9].
- Le Dellal, 1875, huile sur toile, collection particulière[10].

### Autres auteurs
- Le bazar des marchands de soie,1838, de David Roberts (1796-1864)

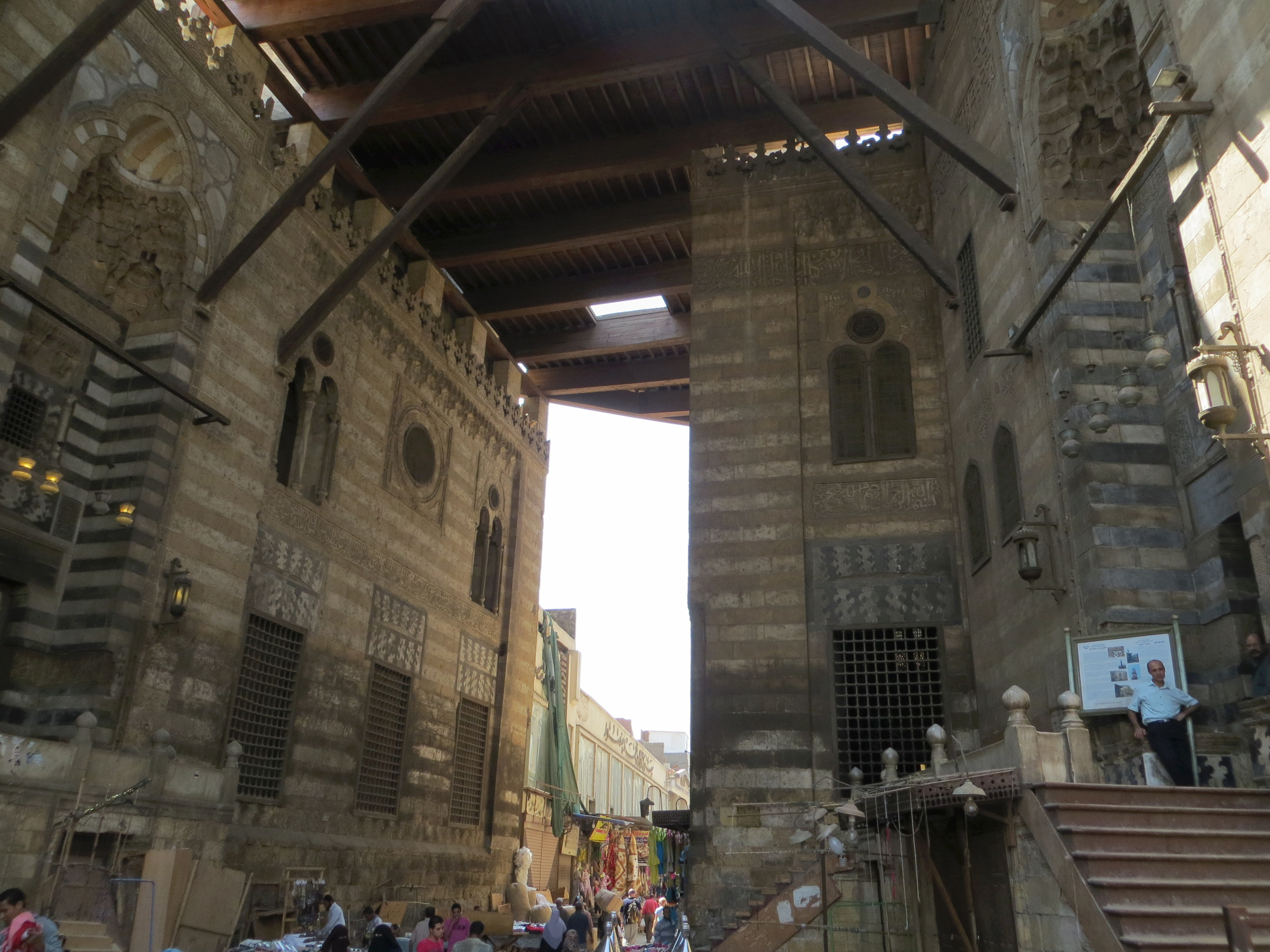
Photo du site en 2012